# Idaea acuminata
Idaea acuminata är en fjärilsart som beskrevs av Moore 1888. Idaea acuminata ingår i släktet Idaea och familjen mätare. Inga underarter finns listade i Catalogue of Life.